# Feldhockey-Bundesliga (Damen)
| Saison  | Deutscher Meister seit 2007 |
| ------- | --------------------------- |
| 2018/19 | Der Club an der Alster      |
| 2017/18 | Der Club an der Alster      |
| 2016/17 | UHC Hamburg                 |
| 2015/16 | UHC Hamburg                 |
| 2014/15 | UHC Hamburg                 |
| 2013/14 | Rot-Weiss Köln              |
| 2012/13 | Berliner HC                 |
| 2011/12 | Rot-Weiss Köln              |
| 2010/11 | UHC Hamburg                 |
| 2009/10 | Berliner HC                 |
| 2008/09 | UHC Hamburg                 |
| 2007/08 | Berliner HC                 |
| 2006/07 | Rot-Weiss Köln              |

→ alle Deutschen Hockeymeister
Die Feldhockey-Bundesliga ist die höchste nationale Spielklasse im deutschen Damen-Hockey. Der Spielbetrieb wird vom Deutschen Hockey-Bund organisiert.

## Struktur
Es gibt seit der Saison 2003/04 eine eingleisige Bundesliga im deutschen Hockey. Seit der Saison 2010/11 spielen zwölf Mannschaften in der 1. Bundesliga, vorher waren es zehn. Die Mannschaften spielen in einer Doppelrunde die vier Halbfinalisten aus. Der Sieger der Hauptrunde erhält automatisch einen Startplatz beim Europapokal der Pokalsieger.
Bei einer Endrunde spielt der Hauptrunden-Erste gegen den Hauptrunden-Vierten und der Dritte gegen den Zweiten der Hauptrunde. Die Sieger spielen am Folgetag den Deutschen Meister aus. Dieser erhält das Startrecht für den Europapokal der Landesmeister. War der Deutsche Meister auch Hauptrundensieger, rückt der Vize-Meister in den Europapokal der Landesmeister nach.
Die beiden Hauptrundenletzten steigen in die 2. Bundesliga in ihre jeweilige Gruppe ab.

## Zeitplan
Die Saison startet im September, wird zwischen November und März durch die Hallensaison unterbrochen, und wird im April fortgesetzt. Die besten vier Teams qualifizieren sich nach einer Doppelrunde für das Final-Four-Turnier, bei dem an einem Wochenende die Halbfinalspiele und Finals an einem Spielort durchgeführt werden. Die Final-Four-Turniere finden zwischen Mai und Juli gemeinsam mit den Finalspielen der Herren-Bundesliga statt.

## Medien
Seit der Saison 2023/2024 werden alle Spiele der Feldhockey-Bundesliga (Damen) auf Dyn live übertragen.